# Chucoa
Chucoa é um género botânico pertencente à família Asteraceae.